# Місія правосуддя
Місія правосуддя (англ. Mission of Justice) — американський бойовик 1992 року.

## Сюжет
Поліцейський Курт Харріс хоче, щоб на вулицях міста панував порядок. Доктор Речел Ларкін, висуваючи свою кандидатуру на пост мера, заявляє, що саме під її керівництвом громадська організація «Місія правосуддя» здатна цей порядок підтримувати. Костоломи — «місіонери» дійсно тримають в руках все місто, розправляючись з неугодними за будь-яку ціну. Кулаком і палицею, сіючи смерть на своєму шляху. Курт Харріс впроваджується до лав «Місії правосуддя».

## У ролях
- Джефф Вінкотт — Курт Харріс
- Бриджит Нільсен — Рейчел К. Ларкін
- Лука Берковічі — Роджер Стоквелл
- Маттіас Г'юз — Титус Ларкін
- Карен Шеперд — Лінн Стіл
- Біллі «Слай» Вільямс — Джиммі Паркер
- Крістофер Кріса — сержант Дункан
- Сінді Пасс — Ерін Міллер
- Том Вуд — Самуель
- Джеймс Лью — Акіро
- Адріан Рікард — Флора Паркер
- Тоні Бертон — Седрік Вільямс
- Джефф Прюітт — Сел
- Флінт Лок — офіцер Вінгер
- Ленні Робак — Габріель
- Девід Ерсін — Рональд Грейман
- Філіп Капотосто — Деймон
- Бетсі Су — Марія
- Пет МакГроарті — Роач
- Чак Борден — Спайдер
- Гілберт Розалес — Флі
- Курт Брайант — Тайк
- Ральф Манза — містер Лазар
- Піт Антіко — майстер
- Джордан Сакс — офіцер Ползін
- Керрі Йо — наркоторговець 1
- Філіп Тан — наркоторговець 2
- Роббі Робінсон — покупець наркотиків 1
- Юджин Колл'єр — покупець наркотиків 2
- Джек Мердок — містер Шенк
- Койті Сакамото — охоронець місії 1
- Девід Ліа — охоронець місії 2
- Яна Сиркін — жінка з мішком
- Дейв Беглі — The Gauntlet
- Бінь Дань — The Gauntlet
- Деймон Каро — The Gauntlet
- Річард Цетрон — The Gauntlet
- Тім Кордоза — The Gauntlet
- Кейт Домінге — The Gauntlet
- Трой Фішер — The Gauntlet
- Денні Гібсон — The Gauntlet
- Карлос Гонзалес — The Gauntlet
- Клайд А. Інс — The Gauntlet
- Марк Пеллегріно — The Gauntlet
- Девід Шайд — The Gauntlet
- Луіс Дж. Сілва — The Gauntlet
- Чад Стахелскі — The Gauntlet
- Френк Сванн — The Gauntlet
- Джордж Вінтерс — The Gauntlet

в титрах не вказані
- Вілл Леонг — Stick Fighter
- Бертон Річардсон — The Gauntlet
- Дейл Веддінгтон Хоровіц — леді